# Postoloprty
Postoloprty (tjekkisk udtale: [ˈpostolopr̩tɪ] ; tysk: Postelberg) er en by i distriktet Louny i regionen Ústí nad Labem i Tjekkiet. Den har omkring 4.700 indbyggere.
Landsbyerne Březno, Dolejší Hůrky, Hradiště, Levonice, Malnice, Mradice, Rvenice, Seletice, Seménkovice, Skupice, Strkovice og Vrbka er administrative dele af Postoloprty. Dolejší Hůrky udgør en eksklave af kommunens område.

## Etymologi
Byens navn er sandsynligvis afledt af det latinske navn på klostret, Porta Apostolorum. En anden teori siger, at navnet er afledt af gammeltjekkisk prtati postole, der betyder "at reparere sko". Den første skriftlige omtale af Postoloprty var under navnet Postolopirth.

## Geografi
Postoloprty ligger omkring 7 km vest for Louny og 41 km sydvest for Ústí nad Labem. Den ligger hovedsagligt på i Mostbækkenet, i et landbrugslandskab. Byen ligger på venstre bred af floden Ohře (tysk Eger).
Et karakteristisk geologisk udspring fra kridttiden ligger nær landsbyen Březno (Březenské souvrství). I dag er det fredet som naturmonument.

## Historie
Bosættelsen blev første gang nævnt i Chronica Boemorum, skrevet i 1119–1125 af Cosmas af Prag. Et benediktinerkloster med den hellige Jomfru Marias kirke blev grundlagt her sandsynligvis i slutningen af det 11. århundrede. Det blev bygget i nærheden af det sted, hvor en tidligere slavisk gord kaldet Drahúš ved Ohře -floden var blevet opført på foranledning af Přemyslid-hertugerne. Klosterets bygninger blev ødelagt under hussitterkrigene i 1420 og blev ikke genopbygget.
I 1454 gav den bøhmiske kong Georg af Poděbrady sine sønner Postoloprty-godset i fæste. Jorderne blev udlejet til den adelige Veitmile (Weitmühl) familie i 1480. Under deres styre blomstrede bosættelsen, og i 1510 opnåede den byprivilegier af kong Vladislaus 2. I 1611 opførte ejerne et slot på stedet for det tidligere kloster. Herskabet var overgået til det adelige Huset Schwarzenberg i 1692, og familien havde bygningerne indtil 1945.
Efter München-aftalen fra 1938 blev området annekteret af Nazityskland og indlemmet i Reichsgau Sudetenland. Da regionen vendte tilbage til Den Tjekkoslovakiske Republik i slutningen af 2. verdenskrig, blev den resterende sudetertyske befolkning udvist i henhold til Beneš-dekreterne. Vreden mod den tidligere besættelsesmagt kulminerede i en massakre den 3.-7. juni 1945, da omkring 800 civile tyske, hovedsageligt mænd, der var blevet deporteret til Postoloprty fra det nærliggende Žatec, blev tortureret og skudt. Hændelserne blev undersøgt af et udvalg i det tjekkoslovakiske parlament i 1947. Det er det største kendte drab på etniske tyskere fra tjekkerne efter 2. verdenskrig. 763 lig blev gravet op, men andre skøn over dødsfald er højere. Postoloprty-borgerne var uenige om, hvorvidt de skulle bygge et mindesmærke eller ikke anerkende massakren; En mindeplade blev afsløret den 3. juni 2010.

## Seværdigheder
Postoloprtys vigtigste vartegn er Jomfru Marias himmelfartskirke. Denne barokkirke blev bygget i 1746-1753.
Postoloprty Slot blev genopbygget i barokstil i 1706-1718. Dets nuværende udseende er resultatet af genopbygningen i 1772-1790, efter at det blev beskadiget af en brand. Det er omgivet af en slotshave. I dag er slottet ubrugt og i forfald. 